# 육명심
육명심(陸明心, 1933년 9월 10일 ~ )은 대한민국의 사진작가, 교수이다. 
대전에서 태어나 연세대학교 영문학과를 졸업하고 홍익대학교 대학원 미학미술사학과를 졸업했다. 서라벌예술대학(1972년 ~ 1975년), 신구대학(1975년 ~ 1981년) 교수를 거쳤으며 이후 정년 퇴임까지 서울예술대학 사진학과에서 재직했다. 영문학과 출신으로 작품 활동과 교육 활동을 겸하고 있는 그는 대한민국내 사진사 정리와 해외 사진이론 소개 등의 ‘사진 외적’ 분야에도 일정 역할을 했다. 이 작업의 성과는 ‘한국현대미술사-사진편(국립현대미술관, 1978)’, ‘세계사진가론(열화당, 1987)’등으로 각각 정리돼 나왔다.
육명심의 사진은 70년대 후반 이후 90년대 초반까지 무당, 기층 서민, 장승 등으로 변화해왔다. 그중에서도 그가 ‘백민 시리즈’로 부르는 기층 서민을 소재로 한 사진들은 그의 대표작이라 평가된다.

## 출신 학교
- 연세대학교 영문학과 졸업
- 홍익대학교 대학원 미학미술사학과 졸업

## 주요 경력
- 1971년: 서라벌예술대학 사진과 전임강사 대우
- 1973년: 신구대학 사진과(창설) 교수
- 1981년: 서울예술대학 사진과(창설) 교수
- 1999년: 서울예술대학 정년퇴임
- 그 외: 중앙대학교대학원, 상명대학교대학원, 홍대산미대학원, 숙명대학교대학원 강사 역임

## 수상 경력
- 1968년: 동아국제사진살롱전 은상 입상
- 1974년: 동아사진콘테스트에서 특선

## 개인전
- 1994년:〈육명심사진전〉, 인데코화랑, 서울
- 1997년:〈하늘아래첫땅-Tibet〉, 덕원화랑, 서울
- 2003년:〈한국의 예술가들〉, 갤러리 사진수업
- 2004년:〈육명심 초기사진전〉, 갤러리 사진수업
- 2005년:〈한국의 장승전〉, 갤러리 사진수업

## 사진집
- ‘육명심 사진집’, 사진예술사, 1994
- ‘검은 모살뜸’, 장산출판사, 1997
- ‘하늘아래첫땅-Tibet’, 1019출판사, 1999
- ‘‘미명의 새벽’-7인합동사진집’, 눈빛출판사, 2001
- ‘‘하늘과 땅이 만나는 곳’, 글씨미디어 , 2014

## 저서
- ‘현대한국미술사(사진편)’공동집필, 국립현대미술관, 1978
- ‘세계사진가론’, 열화당, 1987
- ‘사진으로부터의 자유’, 눈빛출판사, 2005